# Рощин, Александр Ильич
Алекса́ндр Ильи́ч Рощин (26.11.1911—31.12.1994) — участник Великой Отечественной войны, Герой Социалистического Труда, слесарь-сборщик Ленинградского станкостроительного объединения имени Я. М. Свердлова Министерства станкостроительной и инструментальной промышленности СССР.

## Биография
Родился 26 ноября 1911 года и жил в городе Санкт-Петербург(в годы войны — Ленинград).
В 1935 году Рощин прибыл на станкостроительный завод (позднее — станкостроительное объединение) имени Я. М. Свердлова в Ленинграде. Под руководством опытных производственников овладел профессией слесаря-сборщика. Ещё до войны Александр Ильич стал работать на сборке расточных станков.
С июня 1941 года служил в Красной Армии, участвовал в Великой Отечественной войне. В 1945 году он был орудийным мастером 347-й армейской артиллерийской ремонтной мастерской 8-й армии Ленинградского фронта, сержант. Был награждён медалью «За боевые заслуги».
Рощин вернулся на станкостроительный завод, на котором потом работал до выхода на пенсию, после демобилизации из Красной Армии в 1945 году. Он восстанавливал разрушенные цеха предприятия. 7 ноября 1945 года Александр Ильич сдал первый послевоенный расточный станок. В 1946 году он вступил в ВКП(б)/КПСС.
Указом Президиума Верховного Совета СССР от 8 августа 1966 года за выдающиеся трудовые успехи, достигнутые в выполнении заданий семилетнего плана по развитию машиностроения Рощину Александру Ильичу присвоено звание Героя Социалистического Труда с вручением ордена Ленина и золотой медали «Серп и Молот».
Рощин А. И. неоднократно избирался депутатом Ленинградского городского Совета.

## Награды
- Орден Ленина (08.08.1966)
- Орден Отечественной войны II степени (06.04.1985)[4]
- Медаль «За боевые заслуги» (02.06.1945)[3]
- Медаль «За трудовую доблесть» (21.06.1957)
- Медаль «За оборону Ленинграда»[5]